# Pacta conventa (Kroatien)

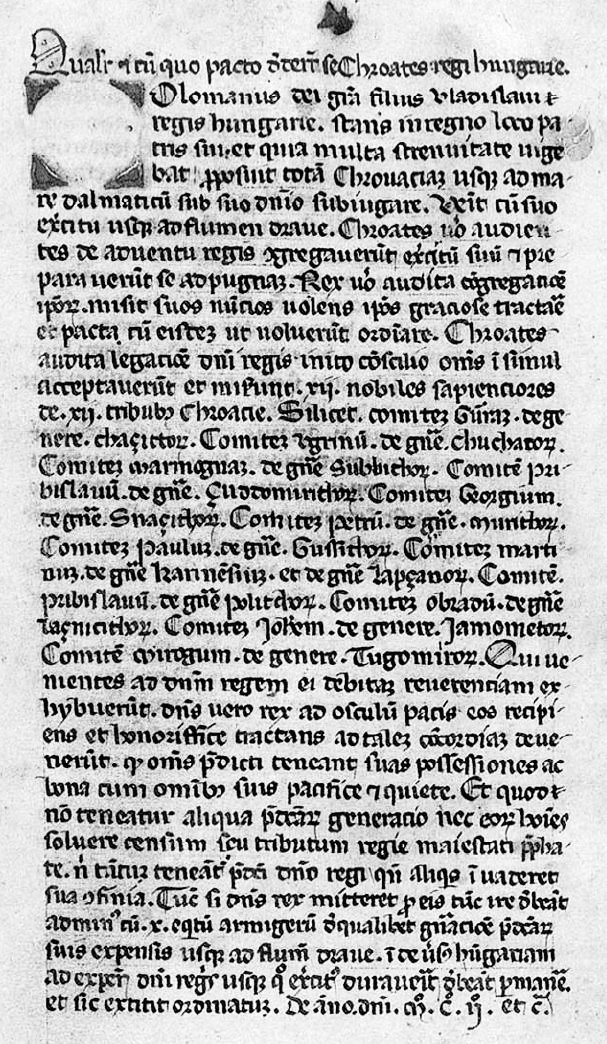
Handschrift aus dem 14. Jh. in einem Budapester Museum

Als Pacta conventa (Vereinbarte Verträge) oder Qualiter (nach dem ersten Wort) wird ein etwa 250 Worte langer Text bezeichnet, der von einem auf 1102 datierten vermeintlichen Vertrag zwischen König Koloman von Ungarn und den „zwölf Geschlechtern“ der Kroaten berichtet. Koloman soll auf eine Schlacht an der Drau verzichtet und den namentlich genannten kroatischen Großen das Recht auf ihre Besitzungen, Steuerfreiheit und begrenzten Kriegsdienst zugestanden haben. Demnach soll die Pacta conventa die Beziehungen des kroatischen Adels zum ungarischen König geregelt haben, ehe dieser in Biograd na Moru auch zum König von Kroatien gekrönt wurde. Die historische Situation lässt daher die Einberufung einer Adelsversammlung und die Existenz einer Vereinbarung als wahrscheinlich annehmen.
Der Text wurde in einem Manuskript der Chronik des Erzdiakons Thomas von Split († 1268) überliefert. Er wird heute von den meisten Kennern als ein Zusatz aus dem 14. Jahrhundert angesehen, um die Vorrangstellung der zwölf Geschlechter (die erst im 14. Jahrhundert als solche auftauchen und historisch nicht eindeutig zu identifizieren sind) historisch zu untermauern.
Die Authentizität der Pacta conventa wurde in der Zeit der Nationalitätenkämpfe des 19. Jahrhunderts von kroatischer Seite verteidigt, die sie als ein bedeutendes Dokument der kroatischen Rechtsgeschichte einordnete. Ebenso unkritisch wurde sie von ungarischer Seite abgelehnt.

## Kroatien und Ungarn vor dem Abschluss der Personalunion
Durch die Heirat der ungarischen Königstochter Helena war der kroatische König Zvonimir in enge familiäre Beziehungen zur Dynastie der Arpaden getreten. Auch politisch gab es Verbindungen zwischen den beiden Ländern. So unterstützte König Géza seinen Schwager Zvonimir in den 1060er Jahren im Krieg gegen den Kärntner Grafen Ulrich. 
Als Zvonimir 1089 starb, versuchte seine Witwe erfolglos, den kroatischen Thron für ihren Bruder Ladislaus, der mittlerweile in Ungarn herrschte, zu sichern. Stattdessen wurde Stephan II., der letzte Nachkomme der Trpimirović-Dynastie zum König gewählt. Dieser konnte sich in seiner nur zwei Jahre währenden Regierung nicht landesweit durchsetzen. Nach Stephans Tod 1091 bekam Helenas Partei wieder Oberwasser und ihr Bruder Ladislaus nutzte das Machtvakuum in Kroatien für einen militärischen Einfall. Er marschierte ohne größeren Widerstand bis nach Biograd na moru, der Königsresidenz an der dalmatinischen Küste. Wegen eines Kumanen-Einfalls in Ungarn musste er aber schnell heimkehren. Auf dem Rückweg gründete er das Bistum Zagreb, das der ungarischen Kirchenprovinz Kalocsa unterstellt wurde. Zumindest im binnenländischen Slawonien scheint also die ungarische Macht 1091 beständig gewesen zu sein. Außerdem ernannte Ladislaus seines Neffen Álmos  zum kroatischen König. Dieser aber ist wohl nie gekrönt worden, denn die Krone befand sich im Besitz des Bischofs von Split außerhalb des ungarischen Machtbereichs. Ohne Krönung verlor Álmos in Kroatien zusehends an Anerkennung und 1093 wurde Petar Svačić zum König gewählt. Petar starb 1097 in der Schlacht am Gvozd, als er einer Truppe des ungarischen Königs Koloman den Durchzug nach Biograd verwehren wollte. 
Nun gab es außer Koloman keinen Kandidaten für den kroatischen Thron. Gleichwohl zögerte der kroatische Adel, den zu jener Zeit außen- wie innenpolitisch geschwächten ungarischen König als ihren Herrscher zu erwählen. Unter anderem machte ihm sein Bruder Álmos die Macht in beiden Ländern streitig. Erst fünf Jahre später konnte sich Koloman in Biograd zum König Kroatiens krönen lassen. Es ist sehr wahrscheinlich, dass Koloman dafür dem kroatischen Adel weitreichende Zugeständnisse machte, wie sie viele Jahre später als Pacta conventa schriftlich festgehalten worden sind.

## Inhalt
Der Inhalt der Pacta Conventa fand sich als Anhang in einer auf das 14. Jahrhundert datierten Abschrift der Historia Salonitana. Darin sind ihre Bestimmungen wie folgt wiedergegeben:
Die Kroaten wählen Koloman zu ihrem König, seine Nachkommen haben das Recht der Nachfolge. Kroatien wurde nicht unterworfen, sondern hat das arpadische Herrscherhaus aus freiem Willen angenommen. Daher bleiben die Besitzungen seiner Einwohner (gemeint ist der Adel) unangetastet. Der König muss den kroatischen Landtag (Sabor) anerkennen, er und seine Nachfolger müssen sich in Kroatien krönen lassen. Zur Heeresfolge war der Adel nur innerhalb der kroatischen Grenzen verpflichtet; jenseits der Grenzen muss der König dem Adel dafür die Kosten erstatten. Dem König werden die landesüblichen Abgaben zugestanden und er darf einen Stellvertreter (Ban) ernennen, der für seine Dienste mit Ländereien in Kroatien entschädigt werden konnte.  
Als Vertragspartner des Königs werden die Vertreter der kroatischen Adelsfamilien Kačić, Kukar, Šubić, Svačić, Plečić, Mogorović, Gušić, Čudomirić, Karinjanin und Lapčan, Lačničić, Jamometić und Tugomirić genannt.

## Wirkungsgeschichte der Pacta Conventa
Der kroatische Adel konnte sich über Jahrhunderte eine weitreichende Selbständigkeit erhalten. Konkret hing das aber von der Stärke des jeweiligen Königs ab. Da die meisten ungarischen Herrscher aber auch in ihrem Stammland dem Adel weit entgegenkommen mussten, galt dies auch für Kroatien. Die starke Stellung des kroatischen Adels beruhte jedoch mehr auf persönlichen Privilegien. Manche Könige verzichteten auf die separate Krönung in Kroatien, ohne dass dies noch politische Konsequenzen hatte. Durch Heiraten und Landerwerb beiderseits der Grenzen vermischten sich die Magnatenfamilien Kroatiens und Ungarns mehr und mehr. Viele Adlige gehörten beiden Adelsnationen an. 
Von Bedeutung war die Rechtstradition der Pacta Conventa jedoch, als der Sabor 1527 in einem eigenen Wahlakt den Habsburger Ferdinand zum König wählte. Ferdinand erkannte auch die alten Rechte des kroatischen Adels an. Bei der separaten Verabschiedung der Pragmatischen Sanktion, die im 18. Jahrhundert die Erbfolge Maria Theresias sicherte, berief sich der Sabor ebenfalls auf die Eigenständigkeit gegenüber Ungarn. Dies war der letzte Rechtsakt, bei dem die Pacta Conventa eine Rolle spielten.   

## Kontroverse
Schon im 19. Jahrhundert waren die Pacta Conventa Gegenstand hitziger Auseinandersetzungen zwischen ungarischen und kroatischen Historikern. Als Bestandteil des so genannten historischen Staatsrechts waren sie Legitimationsgrundlage für politische Ansprüche beider Nationen. Die kroatische Seite forderte auf Basis des historischen Rechts die Anerkennung als Nation mit eigener Staatlichkeit innerhalb der Donaumonarchie, die Magyaren sahen Kroatien als integralen Bestandteil Ungarns. Bei diesen Auseinandersetzungen stand auch die Authentizität der Pacta Conventa zur Debatte.
In der Forschung nach 1945 betrachtete die kroatische Historikerin Nada Klaić die Erwähnung der zwölf Stämme als einer Einheit im Trogirer Privileg als Hauptgrund für ihre Unechtheit, während der kroatische Historiker Oleg Mandić dazu die Gegenposition vertrat.